# Яншихово-Челлинське сільське поселення
Янши́хово-Челли́нське сільське поселення (рос. Яншихово-Челлинское сельское поселение) — муніципальне утворення у складі Красноармійського району Чувашії, Росія. Адміністративний центр — присілок Яншихово-Челли.
Станом на 2002 рік існували Іменевська сільська рада (село Іменево, присілки Серткаси, Чумаші, Шоргі) та Яншихово-Челлинська сільська рада (присілки Вурманкаси, Малі Собари, Малі Челли, Перші Сіньяли, Санькаси, Яншихово-Челли, селище Траки).

## Населення
Населення — 1026 осіб (2019, 1314 у 2010, 1568 у 2002).

## Склад
До складу поселення входять такі населені пункти:
| Населений пункт          | Населення, осіб (2002) | Населення, осіб (2010) |
| ------------------------ | ---------------------- | ---------------------- |
| Вурманкаси, присілок     | 52                     | 46                     |
| Іменево, село            | 420                    | 411                    |
| Малі Собари, присілок    | 69                     | 52                     |
| Малі Челли, присілок     | 56                     | 48                     |
| Перші Сіньяли, присілок  | 59                     | 43                     |
| Санькаси, присілок       | 101                    | 101                    |
| Серткаси, присілок       | 38                     | 22                     |
| Траки, селище            | 26                     | 20                     |
| Чумаші, присілок         | 41                     | 24                     |
| Шоргі, присілок          | 71                     | 35                     |
| Яншихово-Челли, присілок | 613                    | 512                    |